# Mysz nadrzeczna
Mysz nadrzeczna (Mus goundae) – gatunek gryzonia z rodziny myszowatych, występujący endemicznie w Republice Środkowoafrykańskiej.

## Klasyfikacja
Gatunek opisany naukowo w 1970 roku przez Francisa Pettera i Huguette Genest, znany tylko z lokalizacji typowej w Republice Środkowoafrykańskiej. Niestabilna sytuacja polityczna uniemożliwia dalsze badania. Należy on do podrodzaju Nannomys, prawdopodobnie należy do grupy gatunków pokrewnych myszy sawannowej (M. sorella).

## Biologia
Mysz nadrzeczna występuje nad rzeką Gounda, która wpada do Bahr Kameur, będącego głównym dopływem Bahr Aouk w Republice Środkowoafrykańskiej. Stwierdzono jej występowanie na obszarze sawanny w nizinnym lesie deszczowym.

## Populacja
Niewiele wiadomo o tym gatunku; obecne informacje nie pozwalają na przydzielenie jej kategorii zagrożeń.